# Neoscona kivuensis
Neoscona kivuensis là một loài nhện trong họ Araneidae.
Loài này thuộc chi Neoscona. Neoscona kivuensis được Manfred Grasshoff miêu tả năm 1986.